# パット・マッグリン
パット・マッグリン（Pat McGlynn) の通称としても知られている、パトリック・ジェームス・マッグリン（Patrick James McGlynn、1958年3月31日 - ）は、スコットランドのエディンバラ出身の元ベイ・シティ・ローラーズのメンバーで、おもにリズムギターを担当した。
ベイ・シティ・ローラーズ脱退後には、自らのバンド、パット・マッグリンとスコッティーズ（Pat McGlynn's Scotties）でもヒットを出した。

## ベイ・シティ・ローラーズ
1976年11月に、マッグリンはイアン・ミッチェル (Ian MItchell) に代わって、人気絶頂期のベイ・シティ・ローラーズに加入し、12月の初来日に参加し、日本で人気を集めた。しかし、短期間在籍しただけで、1977年5月に脱退した。マッグリンは普段はリズムギターを担当していたが、ステージでベーシストのスチュアート・ウッディ・ウッドがキーボードを演奏する曲では、代わってベースを弾いていた。

## パット・マッグリンとスコッティーズ
1977年5月にベイ・シティ・ローラーズを離れたマッグリンは、自分のバンドであるパット・マッグリンとスコッティーズ (Pat McGlynn's Scotties) を率いて活動した。同年秋には英語原題ではセルフタイトルのデビュー・アルバム『パット・デビュー! あの娘はアイドル (Pat McGlynn's Scotties)』を出し、シングル「あの娘はアイドル (She'd Rather Be With Me)」をイギリスと日本でヒットさせ、大規模な来日公演も成功させた。日本では、その後もアルバムがリリースされ、1978年には『デイドリーム パット・マッグリン バースデイ・アルバム (Daydream Believer / Pat McGlynn Birthday Album)』と、ソロ名義での『パット・マッグリン・ライヴ・イン・ジャパン (You've Got It (Pat McGlynn Live In Japan))』が出た。また、ドイツでも一定の成功を収め、1978年にはソロ名義のセルフタイトル・アルバム『Pat McGlynn』が出ている。

## その後
1980年代以降、マッグリンは、ときおり企画されるベイ・シティ・ローラーズの再結成にしばしば参加した。
1993年には、彼が作曲した楽曲「So Much of Your Love」を、ソニアが、ユーロビジョン・ソング・コンテストのイギリス予選で歌った。
2003年、マッグリンは、かつてベイ・シティ・ローラーズのマネージャーだったタム・ペイトンを、1977年にホテルの一室で自分に性的暴行を加えようとしたとして訴えた。しかし、警察は、ペイトンを訴追できるだけの十分な証拠はないとする決定を下した。ペイトンには以前にも、未成年の少年に対する淫行を理由に逮捕された前歴があった。
2005年5月、マッグリンはかつてのローラーズのリード・シンガーだったレスリー・マッコーエンとともに、薬物関係の嫌疑で逮捕されたが、後にその嫌疑は晴れた。
2009年には、過去のソロアルバム全5作が初めてCD化されたのを機に、23年ぶりの日本公演がおこなわれた。